# Četvrtkovac
Četvrtkovac (középkori magyar neve „Csütörtökhely”) falu Horvátországban, Sziszek-Monoszló megyében. Közigazgatásilag Sunjához tartozik.

## Fekvése
Sziszek városától légvonalban 19, közúton 26 km-re délkeletre, községközpontjától  4 km-re délnyugatra, a sziszeki Szávamentén, Sunja, Drljača és Radonja Luka között, a Sunja bal partján fekszik.

## Története
A települést 1354-ben „Chetertukhel” néven említik először. 1400-ban „Chetertekhel”, 1433-ban „Chetertekhel”, 1487-ben „Chetherthrekhel”, 1535-ben „Cheterthekhel” alakban szerepel a korabeli oklevelekben. A középkorban Csütörtökhely néven jelentős település, vásáros hely volt, mely nevét csütörtöki napokon tartott hetivásárairól kapta. 1556-ban miután Kostajnica vára elesett ez a terület is török kézre került. Az állandó harcok elől a lakosság a biztonságosabb Nyugat-Magyarországra, főként a mai Burgenland területére menekült, mások török fogságba estek. Az elhagyott falvakba már a török uralom idején pravoszláv lakosság szivárgott be. Sunja térsége 1687-ben szabadult fel a török uralom alól. A kiürült területre hamarosan megkezdődött a keresztény lakosság betelepítése.
Bár e terület hivatalosan a horvát bánok és a szábor fennhatósága alá tartozott az osztrák generálisok azonban védelmi célból a török határövezetből érkezett pravoszláv vlachokat, köznevükön martalócokat telepítettek be, akik korábban török szolgálatban a horvát falvak és városok fosztogatását végezték. Ezzel lényegesen megváltoztatták e vidék etnikai összetételét. Četvrkovac is a térség török alóli felszabadítása után, a 17. század végén és a 18. század elején pravoszláv lakossággal betelepített falvak közé tartozik. A falu 1773-ban az első katonai felmérés térképén „Dorf Chetterkovacz” néven szerepel. A településnek 1857-ben 332, 1910-ben 619 lakosa volt. Zágráb vármegye Petrinyai járásához tartozott.
A délszláv háború előtt lakosságának 88%-a szerb, 3%-a horvát nemzetiségű volt. 1991. június 25-én a független Horvátország része lett. A délszláv háború idején szerb lakossága a JNA erőihez csatlakozott. A Krajinai Szerb Köztársasághoz tartozott. A falut 1995. augusztus 5-én a Vihar hadművelettel foglalta vissza a horvát hadsereg. A szerb lakosság nagy része elmenekült. A településnek 2011-ben 232 lakosa volt.

## Népesség
| Lakosság változása | Lakosság változása | Lakosság változása | Lakosság változása | Lakosság változása | Lakosság változása | Lakosság változása | Lakosság változása | Lakosság változása | Lakosság változása | Lakosság változása | Lakosság változása | Lakosság változása | Lakosság változása | Lakosság változása | Lakosság változása |
| ------------------ | ------------------ | ------------------ | ------------------ | ------------------ | ------------------ | ------------------ | ------------------ | ------------------ | ------------------ | ------------------ | ------------------ | ------------------ | ------------------ | ------------------ | ------------------ |
| 1857               | 1869               | 1880               | 1890               | 1900               | 1910               | 1921               | 1931               | 1948               | 1953               | 1961               | 1971               | 1981               | 1991               | 2001               | 2011               |
| 332                | 0                  | 607                | 438                | 520                | 619                | 740                | 599                | 397                | 471                | 564                | 592                | 541                | 509                | 350                | 232                |

(1869-ben lakosságát Drljačához számították, az 1880-as adat Drljača lakosságát is tartalmazza.)

## Nevezetességei
A Legszentebb Istenanya mennybevétele tiszteletére szentelt pravoszláv filiális temploma 1790-ben fából épült. 1941 júliusában az usztasák lerombolták. A romokat a lakosság széthordta. A neves horvát történész Đurđica Cvitanović kutatásai szerint a 17. században ide épített első pravoszláv templom egy középkori templom alapjaira épült. Ma a falu feletti sűrű erdőben egy ismeretlen kőépület alapjai találhatók.